# Spin
Spin là một đại lượng vật lý, có bản chất của mô men động lượng và là một khái niệm thuần túy lượng tử, không có sự tương ứng trong cơ học cổ điển. Trong cơ học cổ điển, mô men xung lượng được biểu diễn bằng công thức L = r × p, còn mô men spin trong cơ học lượng tử vẫn tồn tại ở một hạt có khối lượng bằng 0, bởi vì spin là bản chất nội tại của hạt đó. Các hạt cơ bản như electron, quark đều có spin bằng {\displaystyle \hbar /2} (sau đây sẽ gọi tắt là 1/2), ngay cả khi nó được coi là chất điểm và không có cấu trúc nội tại. Khái niệm spin được Ralph Kronig đồng thời và độc lập với ông, là George Unlenbeck, Samuel Goudsmit đưa ra lần đầu vào năm 1925.

## Ý tưởng hình thành
Một hạt cơ bản như electron có thể quay trên một quỹ đạo xung quanh hạt nhân như Trái Đất quay quanh Mặt Trời. Chỉ có điều khác, cách miêu tả sự tự quay của electron khác với cách miêu tả sự tự quay của Trái Đất. Khi một đối tượng quay quanh mình nó, tất cả các điểm trên trục quay, giống như tâm điểm của một đĩa quay, đều không chuyển động. Tuy nhiên, nếu một vật nào đó có dạng điểm, thì nó sẽ không có những điểm khác nằm ngoài bất kỳ trục quay nào. Và như vậy, sẽ không có chuyển động tự quay của một hạt điểm. Tuy nhiên, suy luận trên đã bị nghi ngờ bởi những nhà vật lý lượng tử.
Năm 1925, hai nhà vật lý người Hà Lan là George Uhlenbeck và Samuel Goudsmit đã nhận thấy rằng một khối lượng lớn các số liệu thực nghiệm khó hiểu liên quan đến tính chất của ánh sáng phát xạ và hấp thụ bởi các nguyên tử có thể giải thích được nếu như giả thiết rằng electron có một mô men từ riêng đặc biệt. Trước đó, nhà vật lý người Pháp, Andre Marie Ampere đã chứng tỏ rằng các điện tích chuyển động sinh ra từ trường, George Uhlenbeck và Samuel Goudsmit cũng đi theo hướng đó và cho rằng electron có một loại chuyển động đặc biệt tạo ra tính chất từ phù hợp với các số liệu đo được: đó là chuyển động tự quay, hay còn gọi là spin. Hai ông đã viết một bài báo ngắn, với kết luận "các electron vừa quay vừa tự quay". Theo bài báo ngắn trên, mỗi electron trong vũ trụ luôn luôn và mãi mãi tự quay với một tốc độ cố định và không bao giờ thay đổi và vì thế chúng luôn có mô men động lượng riêng (sau gọi tắt là spin). Spin của electron không phải diễn tả trạng thái chuyển động nhất thời như đối với những vật quen thuộc mà diễn tả trạng thái tự quay cố hữu, không rõ nguyên nhân, xung quanh một trục riêng của nó. Quan niệm này sau đó được chứng tỏ rằng có mâu thuẫn với lý thuyết tương đối. Tuy nhiên, cho dù nguồn gốc sinh ra spin như thế nào chưa rõ, spin của tất cả các hạt cơ bản tạo nên thế giới vật chất, như electron, quark đều khác không và bằng 1/2, các hạt truyền tương tác, như photon cho tương tác điện từ, đều có spin bằng 1. Các hạt tạo bởi quark có thể có spin 1/2 như proton, neutron và cũng có thể có spin bằng 0, như pi - meson. Như vậy, spin là một đặc trưng nội tại của hạt, nó cố hữu giống như khối lượng và điện tích và được dùng để cá thể hóa hạt đó. Nếu một electron không có spin thì nó không còn là một electron nữa.
Ý tưởng về spin ban đầu chỉ hình thành cho electron, nhưng sau đó các nhà vật lý đã mở rộng cho tất cả các hạt vật chất được liệt kê trong bảng các thế hệ hạt cơ bản. Hạt graviton, nếu có, là  hạt truyền tương tác hấp dẫn và sẽ có spin bằng 2.

## Công thức toán học

### Toán tử
Spin thỏa mãn điều kiện giao hoán tương tự như momen động lượng orbital:
{\displaystyle {\displaystyle [S_{j},S_{k}]=i\hbar \varepsilon _{jkl}S_{l}}}
Trong đó εjkl là kí hiệu Levi-Civita.
{\displaystyle {\displaystyle {\begin{aligned}S^{2}|s,m_{s}\rangle &=\hbar ^{2}s(s+1)|s,m_{s}\rangle \\S_{z}|s,m_{s}\rangle &=\hbar m_{s}|s,m_{s}\rangle .\end{aligned}}}}
Toán tử lên và xuống tác động lên các eigenvectors cho ta
{\displaystyle {\displaystyle S_{\pm }|s,m_{s}\rangle =\hbar {\sqrt {s(s+1)-m_{s}(m_{s}\pm 1)}}|s,m_{s}\pm 1\rangle }}
trong đó S± = Sx ± i Sy.
Không giống như momen động lượng orbital, cac eigenvector không phải là hàm điều hòa cầu. Chúng không phải là hàm của θ và φ. Không có lý do nào để giải thích cho giá trị bán nguyên của s và  ms.
Một tính chất khác của nó, tất cả các hạt lượng tử đều có spin nội tại. Spin được lượng tử hóa theo đơn vị của hằng số Planck, do đó hàm trạng thái của hạt là ψ = ψ(r,σ) thay vì ψ = ψ(r) với  σ nhận các giá trị rời rạc
{\displaystyle \sigma \in \{-s\hbar ,-(s-1)\hbar ,\cdots ,+(s-1)\hbar ,+s\hbar \}.}
Ma trận Pauli
Toán tử của Spin A biểu diễn cho hạt có spin -1/2 là
{\displaystyle \mathbf {S} ={\frac {\hbar }{2}}\mathbf {\sigma } ={\frac {\hbar }{2}}\left(\sigma _{x}{\hat {x}}+\sigma _{y}{\hat {y}}+\sigma _{z}{\hat {z}}\right)}
là toán tử vector spin còn ̀σ-s là ma trận Pauli. Trong tọa độ Cartesian, cac thành phần của nó là
{\displaystyle S_{x}={\hbar  \over 2}\sigma _{x},\quad S_{y}={\hbar  \over 2}\sigma _{y},\quad S_{z}={\hbar  \over 2}\sigma _{z}\,.}
với trường hợp đặc biệt cho hạt spin -1/2 các ma trận Pauli cho bởi
{\displaystyle \sigma _{x}={\begin{pmatrix}0&1\\1&0\end{pmatrix}}\,\quad \sigma _{y}={\begin{pmatrix}0&-i\\i&0\end{pmatrix}}\,\quad \sigma _{z}={\begin{pmatrix}1&0\\0&-1\end{pmatrix}}\,.}
Phép xoay
Như đã mô tả bên trên, cơ học lượng tử chỉ ra rằng thành phần momen động lượng đo được theo các chiều có thể nhận các giá trị rời rạc.Mô tả lượng tử đơn giản nhất của spin hạt là hệ các số phức tương ứng với biên độ xác suất của một giá trị hình chiếu cho trước của momen động lượng của một trục cho trước. Ví dụ, Một hạt có spin -1/2, ta cần hai số hạng
a±1/2, -biên độ để được hình chiếu ứng với momen động lượng ħ/2 và −ħ/2, thỏa mãn:
{\displaystyle \left|a_{\frac {1}{2}}\right|^{2}+\left|a_{-{\frac {1}{2}}}\right|^{2}\,=1.}
Với một hạt tổng quát với spin s, ta cần 2s+1 phép đo như vậy. Do các số trên phụ thuộc vào trục toạ độ, chúng biến đổi lẫn nhau một cách không bình thường khi trục tọa độ bị xoay. Rõ ràng định luật biến đổi phải là tuyến tính, do đó ta có thể biểu diễn chúng bằng một cách liên kết một ma trận với mỗi phép xoay, và tích của hai ma trận xoay  A và B phải tương đương với biểu diễn của phép xoay AB. Hơn nữa, phép xoay phải bảo toàn tích vô hướng của cơ học lượng tử, do đó ma trận biến đổi  thỏa mãn:
{\displaystyle {\displaystyle {\begin{aligned}\sum _{m=-j}^{j}a_{m}^{*}b_{m}&=\sum _{m=-j}^{j}\left(\sum _{n=-j}^{j}U_{nm}a_{n}\right)^{*}\left(\sum _{k=-j}^{j}U_{km}b_{k}\right)\\\sum _{n=-j}^{j}\sum _{k=-j}^{j}U_{np}^{*}U_{kq}&=\delta _{pq}.\end{aligned}}}}
Nói một cách toán học, những ma trận này cho biết phép biểu diễn hình chiếu unitary của nhóm biến đổi SO(3). Mỗi phép biểu diễn như vật tương ứng với phép biểu diễn của nhóm bao trùm lên SO(3), đó chính là nhóm SU(2). Có một phép biểu diễn không thể tối giản của SU(2) cho mỗi chiều, tuy nhiên phép biểu diễn này là n-chiều thực cho n lẻ và n chiều phức cho n chẵn. Với phép xoay θ theo trục với vector chuẩn hóa  {\displaystyle {\textstyle {\hat {\boldsymbol {\theta }}}}}, U có thể viết là:
{\displaystyle U=e^{-{\frac {i}{\hbar }}{\boldsymbol {\theta }}\cdot {\mathbf {S} }},}
trong đó {\displaystyle {\textstyle {\boldsymbol {\theta }}=\theta {\hat {\boldsymbol {\theta }}}}}, và S là vectoer của toán tử spin

### Ứng dụng của spin
Có một ngành khoa học mới ra đời mang tên Spintronics (Điện tử học spin). Tên gọi này bắt nguồn từ việc sử dụng spin hay moment từ của electron thay vì sử dụng điện tích của nó trong các ngành như microelectronics. Tính chất từ của electron hay spin của nó được giải thích bởi Paul Dirac khi nhà vật lý thiên tài này trong nỗ lực kết hợp cơ học lượng tử và thuyết tương đối. Các dụng cụ sử dụng tính chất spin của điện tử có thể được dùng trong các máy tính lượng tử và thông tin lượng tử trong tương lai.
Thực tế là sự định hướng của spin điện tử được sử dụng trong các cảm biến từ, đặc biệt là trong các đầu đọc và ổ cứng từ. Trong tất cả các môi trường ghi từ thì bề mặt ghi có chứa các lớp từ, các lớp từ này được chia thành các vùng từ nhỏ (magnetic domains). Moment từ của các vùng từ này được biểu diễn bởi hai trạng thái thông tin '0' và '1'. Trong trường hợp của ổ đĩa cứng, các trạng thái này được đọc bởi một dụng cụ mỏng và nhạy có chứa các lớp vật liệu từ và không từ xen kẽ nhau.
Ưu điểm thứ hai của các dụng cụ sử dụng tính chất của spin là khả năng tích trữ. Trong những năm gần đây, nhờ sự phát hiện của hiệu ứng từ điện trở khổng lồ (GMR), mà khả năng tích trữ của các vật liệu từ tăng lên một cách nhanh chóng. Hiệu ứng từ điện trở khổng lồ được khám phá bởi Albert Fert (thuộc trường đại học Paris 11 và Peter Grunberg, nó bắt nguồn từ spin-up và spin-down của điện tử gặp các trở kháng khác nhau khi chúng đi qua các lớp từ. Các điện tử với spin định hướng cùng chiều (sắt từ) sẽ gặp một sự trở kháng bé hơn so với các điện tử có spin định hướng ngược chiều nhau. Sau sự ra đời của GMR, thì TMR (tunnelling magnetoresistance) cũng ra đời, nó sinh ra một sự thay đổi điện trở lớn hơn nhiều so với GMR trong một trường bé.